# Leptini
Leptini  este un oraș în Grecia în prefectura Arcadia.